# Lima Duarte (Minas Gerais)
Lima Duarte is een gemeente in de Braziliaanse deelstaat Minas Gerais. De gemeente telt 16.494 inwoners (schatting 2009).
Lima Duarte ligt aan de voet van de Serra da Mantiqueira. Lima Duarte ligt op 330 km afstand van de staatshoofdstad, Belo Horizonte, en maakt deel uit van de Zona da Mata, de streek met als belangrijkste centrum Juiz de Fora.
De naam van de stad houdt geen verband met de bekende Braziliaanse acteur Lima Duarte, maar is gegeven ter nagedachtenis van Conselheiro José Rodrigues de Lima Duarte, politicus van Barbacena, die in de 19e eeuw, minister van marine en senator was. De belangrijkste economische activiteiten van de stad zijn toerisme en zuivelindustrie.

## Aangrenzende gemeenten
De gemeente grenst aan Andrelândia, Bias Fortes, Bom Jardim de Minas, Juiz de Fora, Olaria, Pedro Teixeira, Santa Bárbara do Monte Verde, Santana do Garambéu en Santa Rita de Ibitipoca.